# Saint-Pierre-d'Entremont, Savoie
Saint-Pierre-d'Entremont är en kommun i departementet Savoie i regionen Auvergne-Rhône-Alpes i sydöstra Frankrike. Kommunen ligger i kantonen Les Échelles som tillhör arrondissementet Chambéry. År 2022 hade Saint-Pierre-d'Entremont 404 invånare.

## Befolkningsutveckling
Antalet invånare i kommunen Saint-Pierre-d'Entremont
| Referens: INSEE |